# (74476) 1999 CV65
(74476) 1999 CV65 – planetoida z pasa głównego asteroid okrążająca Słońce w ciągu 5,61 lat w średniej odległości 3,15 j.a. Odkryta 12 lutego 1999 roku.